# 수장화석공주
수장화석공주(중국어: 寿臧和碩公主, 1829년 11월 15일 - 1856년 8월 9일)는 도광제의 5녀이다.

## 생애
도광 9년 (1829년) 10월 19일 묘시에 상비 뉴호록씨 소생으로 태어났다. 계조모인 공자황태후은 성경에서 조상에 대한 제사를 모시고 천란으로 돌아왔고, 10월 24일에야 환궁하여, 11월 17일에 아버지 도광제가 황태후와 함께 익곤궁으로 상비와 5공주를 만나러 왔다. 도광 15년, 만수절에 황자와 황녀들이 도광제에게 절을 올렸는데, 그 자리에 5공주만이 없었다. 도광제가 5공주를 푸대접한 이유는 어머니 상비를 미워했기 때문이다. 이때, 상비는 비의 자리에 있었지만 이미 총애를 잃었고, 그녀의 자녀들까지 아버지의 사랑을 잃게 되었다.
도광 22년 3월 10일, 수장화석공주(寿臧和碩公主)로 봉해졌으며, 만주양홍기 나목도로씨 이등남이자 금주부도통 시순의 장자 은숭에게 12월 3일 정식으로 하가했고, 공주는 침전에서 가마를 탔고, 가마는 신무문 서문을 거쳐 부제에 도착해 합례를 올렸다. 도광 24년에 첫 딸을 낳고, 도광 26년에 둘째 딸을 낳았다.
함풍 3년, 함풍제는 누이 수장화석공주의 용도가 부족한 것을 염려하여 내무부에 지원안을 제출하도록 명령했다. 내무부 조사에서는 수장화석공주가 매년 봉금 3백 냥만 지급한 것을 제외하고는 따로 받아야 할 돈은 없다고 했다. 따라서 고륜공주는 월 은 130냥, 연간 급여 은 500냥, 연간 임대 은 1200냥을 반감하여 수장화석공주에게 상금으로 줄 것을 제안했다. 이에 따라 수장공주는 매년 1600여 냥의 은자 수입을 올리며 생계가 크게 개선되었다. 함풍 6년 (1856년) 7월 9일, 향년 28세의 나이로 세상을 떠났다. 7월 10일, 함풍제는 순친왕 혁현을 파견하여 시위 10명을 이끌고 제전을 치르도록 하였고, 7월 13일, 함풍제가 직접 제주를 하였다. 의붓아들 은솔은 동치 3년 10월 1일에 병으로 사망한 후, 둘째 동생 은박의 아들 문희에게 수장화석공주의 제사를 받들게 했다. 문희는 후에 화석단친왕 재돈의 4녀를 아내로 맞이했다.

## 참고사료
- 《청사고(清史稿) · 권166 · 표 6 · 공주표》